# Noor-ul-Ain
El Noor-ul-Ain (en persa نورالعین, "la luz del ojo") es uno de los diamantes rosa más grandes del mundo y la pieza central de la tiara del mismo nombre. Con un peso de unos 60 quilates (12,0 g) y unas dimensiones de 30·26·11 mm, está clasificado en el Tipo IIa.

## Historia
Se cree que el diamante procede de las minas de Golconda, cerca de Hyderabad en la India. Primero estuvo en posesión del nizam Abul Hasan Qutb Shah, posteriormente, se entregó como ofrenda de paz al emperador mogol Aurangzeb cuando derrotó a Qutb Shah en 1687 y, tras los ocho meses del asedio de Golconda, se incorporó a la colección imperial iraní después de que Nader Sah de Irán saqueara Delhi en el siglo XVIII.
Se cree que el Noor-ul-Ain formó parte de una gema aún mayor conocido como el diamante Gran Tabla, una pieza de mayor tamaño que pudo ser cortada en dos: una sección se convirtió en el Noor-ul-Ain y la otra en el diamante Darya-ye Noor. Ambas piezas forman parte de las Joyas de la Corona Iraní.

## Historia de la tiara
El Noor-ul-Ain es el diamante principal engastado en una tiara del mismo nombre, realizada para la boda de la emperatriz de Irán Farah Pahlaví con el sah Mohammad Reza Pahleví en 1958. La tiara fue diseñada por el joyero neoyorquino Harry Winston. Es un diseño moderno, con 324 diamantes rosa, amarillos y blancos engastados en platino. Se dice que pesa alrededor de 2 kilogramos (4,4 lb). La tiara forma parte de las Joyas de la Corona Iraní, que se conservan en el Tesoro Nacional de Irán en el Banco Central de Teherán.